# Taylor Island (South Australia)
Taylor Island ist eine Insel im Spencer-Golf vor der Ostküste der Eyre-Halbinsel im Süden Australiens im Bundesstaat South Australia. Der Name der Insel geht auf ein verlorenes Mannschaftsmitglied einer Expedition der HMS Investigator unter dem Kommando von Matthew Flinders zurück. Der Namensgeber William Taylor war Midshipman auf jener Expedition und kam am 21. Februar 1802 ums Leben. Am 23. Februar benannte Matthew Flinders Taylor Island. Die Inselgruppe mit zwei benachbarten Inseln taufte er zu seinem Gedenken Taylor’s Isles.

## Umgebung
Taylor Island befindet sich 2,6 Kilometer östlich der Küste der Eyre-Halbinsel, die hier als Lincoln-Nationalpark geschützt ist. 2,3 Kilometer südsüdöstlich liegt Grindal Island. 
Zu den Taylor’s Isles gehören noch zwei weitere Inseln: Im Norden ist Taylor Island durch eine Sandbank unter dem Meeresspiegel mit der 460 Meter entfernten, kleineren Insel Owen Island verbunden. Etwa 100 Meter südlich von Taylor Island befindet sich zudem eine weitere kleine Insel ohne Benennung.

## Flora und Fauna
Auf Taylor Island findet sich Mallee-Eukalyptus, wie an der Südküste Australiens und im Lincoln-Nationalpark üblich. Zudem findet sich Zygophyllum apiculatum auf der Insel.
Es wurden die australischen Beuteltiere Kusus, sowie Graumantel-Brillenvögel und Rosenberg-Warane auf der Insel nachgewiesen.

## Bewohner und Bauwerke
Taylor Island ist in Privatbesitz. Der Besitzer hat eine Schafzucht auf der Insel und verkauft Wolle.
Seit 1982 steht ein neun Meter hoher Leuchtturm auf dem höchsten Punkt der Insel.